# Катсина (щат)
Катсина е един от 36-те щата на Нигерия. Площта му е 24 235 квадратни километра, а населението – 7 831 300 души (по проекция за март 2016 г.). Създаден е на 23 септември 1987 г. Щатът е разделен допълнително на 34 местни правителствени зони. Намира се в часова зона UCT+1. Столица е град Катсина.